# Hontanares de Eresma
Hontanares de Eresma è un comune spagnolo di 185 abitanti situato nella comunità autonoma di Castiglia e León.